# Linnaemya pullior
Linnaemya pullior är en tvåvingeart som beskrevs av Hiroshi Shima 1986. Linnaemya pullior ingår i släktet Linnaemya och familjen parasitflugor. Inga underarter finns listade i Catalogue of Life.